# LightWave 3D
 (septembre 2020).
LightWave 3D est un logiciel d'infographie 3D (imagerie de synthèse) de haut niveau, comprenant la modélisation 3D, l'animation et le rendu, développé par NewTek (en).

## Historique
Allen Hastings créa en 1988 le logiciel de rendu et d'animation Videoscape 3D, complété par le logiciel de modélisation Aegis Modeler 3D développé par son ami Stuart Ferguson. Les deux furent réunis et vendus un temps sous le nom de Videoscape, avant le rachat par Newtek sous le nom de LightWave 3D et l'intégration au Video Toaster. Le Video Toaster était une station de montage vidéo complète, performante et peu onéreuse, qui comprenait une partie matérielle dédiée à la réalisation d'effets temps-réel. L'ensemble reposait sur l'architecture d'avant-garde des micro-ordinateurs Commodore Amiga (OS multitâches préemptif, overscan, sorties vidéo, cartes d'extension Zorro plug'n'play). 
Certains utilisateurs, séduits par le logiciel, créèrent l'émulateur LightRAVE afin de se passer de la partie matérielle. Finalement, sous la pression des utilisateurs, Newtek sortit la version Standalone de LightWave (en 3.5) en 1994.
La version 6 permit à LightWave d'être le premier logiciel 3D à intégrer le HDRI et la radiosité.
Sa productivité et son exceptionnelle qualité de rendu le propulsèrent en tête sur le segment de la série TV. Citons entre autres : Sin City, 300, Les Experts, Babylon 5, Seaquest DSV, Xena, ce qui lui valut de nombreux Emmy Awards depuis 1993. Le cinéma ne fut pas en reste, c'est ainsi que des sociétés aussi prestigieuses que Digital Domain ou encore ILM l'utilisèrent sur des productions telles que Titanic ou Jurassic Park. Son modeleur très réputé le rendirent indispensable aux yeux de nombreux infographistes 3D de la profession jusqu'au environ 2009 2010.
Le 4 février 2009, Newtek fit l'annonce d'une version complètement ré-écrite de LightWave, LightWave CORE. Celui-ci promet une interface entièrement paramétrable, l'intégration du langage Python pour le développement de scripts ou d'extensions, une organisation en pile des modificateurs, des kits de développement ouverts, le but étant de garder les points forts du logiciel tout en proposant la meilleure flexibilité possible et une grande interopérabilité.
Néanmoins Lightwave Core, non accepté par les utilisateurs est un échec.
En 2019 NEWTEK est racheté par Vizrt Group. En 2022 le logiciel est tombé depuis quelques années en désuétude, manque d'évolutions, échec du CORE, les versions évoluent peu et le logiciel en difficultés face à la concurrence et les évolutions technologique.

## Versions

### lightwave 2018 - 2019
Cette version implémente le PBR rendering et la version 2019 une passerelle vers Unreal, depuis plus aucune nouvelle fonctionnalité, juste des correctifs. Le logiciel semble ne plus évoluer depuis le rachat.

### LightWave 3D 10
Nouveautés de la version 10
- Meilleur système de cheveux et de poils ;
- Rendu en temps réel, système VPR ;
- Amélioration de l'import/export, de Zbrush, Collada, FBX and OBJ... ;
- Intègre des petites fonctions sympathiques comme : le choix du « beep » en fin de calcul d'une image ou en fin d'une vidéo ;
- Intègre un outil dans le modeler pour mieux gérer l'influence des Weightmaps : des maps de poids ;
- Propose une meilleure intégration des systèmes de 3D connexions, space ball et autres ;
- Amélioration très nette de la gestion du gamma.

### LightWave CORE
- Quelques outils de modeling ;
- Quelques outils d'UV texture ;
- Mise en place d'un nouveau système de dynamic ;
- Mise en place de la radiosité en temps réel.

### LightWave 3D 9
Nouveautés de la version 9.5
- Améliorations pour l’animation de personnages :
  - Meilleur système de cheveux et de poils ;
  - Support de l’import/export Collada, FBX and OBJ ;
  - Amélioration de l’IK et des systèmes d’animation.

- Améliorations dans l’éclairage, le rendu et le surfaçage :
  - L’éclairage est maintenant intégré dans les API ;
  - Type de lumière IES, Spériques et Dome ;
  - Amélioration des lumières Areas et linear ;
  - Rendu en Illumination globale plus rapide et de meilleure qualité ;
  - Cache disque pour les rendus en Illumination globale ;
  - Statique (seule la caméra bouge) ;
  - Animé (tout bouge) ;
  - Soft Reflections/Refractions interpolées pour le surfaçage via Nodes ;
  - Shading Oren-Nayar en option sur de nombreux matériaux ;
  - Matériaux et shakers optimisés.

- Amélioration dans le SDK et dans LScript :
  - Classe d’addon lumière pour créer des plugins de lumière et/ou de spots ;
  - Support dans le SDK des nouvelles fonctions d’illumination et de cache disque ;
  - Support dans le SDK des nouvelles fonctions d’IK et d’animation.

- Améliorations d’interface et de workflow :
  - Outils pour la composition en overlay dans la vue « caméra » ;
  - Le nouveau système d’éclairage est rendu par OpenGL GLSL ;
  - Onde sonore audio dans le Graph Editor.

Nouveautés de la version 9.3
- Outils d'animation de caractères améliorés ;
- Outils IK et FK plus rapides ;
- Nouveaux outils de modélisation ;
- Nouveau système ;
- Nouveaux outils d'édition de squelette ;
- Outil nodal pour les textures ;
- Nouveaux shakers.